# Soyuz 18a
Soyuz 18a fue el nombre dado a un lanzamiento fallido de una nave Soyuz 7K-T el 5 de abril de 1975 desde el cosmódromo de Baikonur con dos cosmonautas a bordo y que no llegó a alcanzar órbita. Dado que las misiones soviéticas recibían su designación sólo tras entrar en órbita, a esta misión fallida se le dio el nombre oficioso de Soyuz 18a o Soyuz 18-1. El destino de la misión era la estación espacial Salyut 4.
El comienzo del lanzamiento fue normal, pero tras agotarse la segunda etapa y llegado el momento de separación entre esta y la tercera etapa (a los 288,6 segundos del lanzamiento), tres de los seis pestillos usados para mantenerlas unidas fallaron y la separación no se produjo. La tercera etapa entró en ignición con la segunda etapa todavía unida, lo que produjo la separación pero dejó a la tercera etapa girando erráticamente. El control de tierra envió un comando para activar el sistema de escape, iniciándose la eyección de la cápsula a 192 km de altura y en sentido hacia abajo. El sistema de escape estaba diseñado para ser disparado hacia arriba, lo que produciría hasta 15 g de aceleración en los cosmonautas, pero al ser disparado hacia abajo produjo hasta 20,6 g de aceleración. A pesar de todo los cosmonautas sobrevivieron a la intensa aceleración y la cápsula aterrizó en el macizo de Altái, rodando por una ladera unos 150 m hasta que se detuvo. Los cosmonautas temieron haber aterrizado en territorio chino, pero fueron encontrados por nativos que les confirmaron que se encontraban en territorio soviético.
La distancia recorrida fue de 1574 km y el tiempo de vuelo fue de 21 minutos y 27 segundos. El cosmonauta Lazarev sufrió heridas internas debido a las altas aceleraciones y nunca volvió a volar.

## Tripulación
- Vasili Lazarev (Comandante)
- Oleg Makarov (Ingeniero de vuelo)

## Tripulación de respaldo
- Pyotr Klimuk (Comandante)
- Vitaliy Sevastyanov (Ingeniero de vuelo)